# Peter II Ekman
Peter Ekman, född 1704 (döpt 9 augusti) i Vänersborg, död 21 mars 1783 på Holms säteri i Tuve socken, Göteborgs kommun, var en svensk affärsman. Han tillhörde släkten Ekman från Göteborg och betecknas som Peter II Ekman för att skilja honom från hans fader och hans son med samma namn. Det var Peter II Ekman, som permanent etablerade Ekman-släkten i Göteborg, dit han flyttade 1733.

## Biografi
Peter Ekman var i 12-årsåldern, när hans far dog. Som vuxen bedrev han handel först i Göteborg och Åmål, från 1733 i Göteborg, där han 1736 gifte in sig i en av stadens mera kända köpmanssläkter. Han handlade med timmer från Värmland, ägde sågverk vid Lilla Edet i Göta älv, exporterade trävaror och importerade och sålde spannmål. Han var mycket framgångsrik som affärsman och som trävaruhandlare en av de största i Göteborg. Liksom sin far kom han lätt i konflikt och betecknas som oppositionell. Trots detta hade han förtroendeuppdrag i Tyska församlingen och som medlem av borgerskapets äldste.
Åt 1774 sålde han sina tillgångar vid Lilla Edet och köpte Holms säteri i Tuve socken på Hisingen, idag Göteborgs kommun. Där dog han 1783 vid 78 års ålder.

## Familj
Peter Ekmans föräldrar var affärsmannen Peter Ekman, kallad Peter I Ekman (1663–1716) i  Vänersborg och dennes hustru Regina Lund. Han blev gift 30 april 1736 i Göteborg (Kristine) med Johanna von Minden, född 1718 (döpt 4 december), död 1752 (begravd 14 januari), dotter till handlanden Johan von Minden och Anna Maria Thornton. De fick åtta barn, däribland sonen Peter Petersson Ekman (1740-1807), betecknad som Peter III Ekman.